# Pseudoterpnini
Pseudoterpnini Warren, 1893 è una tribù di lepidotteri, appartenente alla Famiglia Geometridae, sottofamiglia Geometrinae, diffusa in Eurasia, Oceania e Africa.
È stata alternativamente trattata come sottotribù Pseudoterpniti da Jeremy Daniel Holloway nel 1996.

## Distribuzione
Gli Pseudoterpnini sono ampiamente distribuiti nel Vecchio Mondo, dall'Europa occidentale al Pacifico occidentale, nelle regioni temperate, subtropicali e tropicali.

## Tassonomia
La tribù degli Pseudoterpnini è organizzata in un totale di 34 generi diversi che inglobano un totale di più di 300 specie diverse:
- Absala Swinhoe, 1893
- Actenochroma Warren, 1893
- Aeolochroma Prout, 1912
- Aplasta Hübner, [1823] 1816
- Austroterpna Goldfinch, 1929
- Calleremites Warren, 1894
- Crypsiphona Meyrick, 1888
- Cyneoterpna Prout, 1912 (=Autanepsia Turner, 1910)
- Dindica Moore, 1888 (=Perissolophia Warren, 1893)
- Dindicodes Prout, 1912
- Epipristis Meyrick, 1888 (=Terpnidia Butler, 1892, Pingarmia Sterneck, 1927)
- Heliomystis Meyrick, 1888
- Herochroma Swinhoe, 1893 (=Chloroclydon Warren, 1894, Archaeobalbis Prout, 1912, Neobalbis Prout, 1912)
- Holoterpna Püngeler, 1900
- Hypobapta Prout, 1912 (=Hypochroma Guenée, [1858])
- Hypodoxa Prout, 1912
- Limbatochlamys Rothschild, 1894
- Lophophelma Prout, 1912
- Lophothorax Turner, 1939
- Metallolophia Warren, 1895
- Metaterpna Yazaki, 1992
- Mictoschema Prout, 1922
- Mimandria Warren, 1895
- Orthorisma Prout, 1912 (=Orthocraspeda Prout, 1912)
- Pachista Prout, 1912
- Pachyodes Guenée, [1858] (=Archaeopseustes Warren, 1894)
- Paraterpna Goldfinch, 1929
- Pingasa Moore, [1887] (=Skorpisthes Lucas, 1900)
- Protophyta Turner, 1910
- Pseudoterpna Hübner, [1823]
- Psilotagma Warren, 1894
- Pullichroma Holloway, 1996
- Rhuma Walker, 1860 (=Sterictopsis Warren, 1898, Oxyphanes Turner, 1936)
- Sundadoxa Holloway, 1996